# Resolução 1481 do Conselho da Europa
A Resolução 1481/2006 da Assembleia Parlamentar do Conselho da Europa foi aprovada em 25 de janeiro de 2006, ela declara a "necessidade de uma condenação internacional dos crimes cometidos pelos regimes comunistas totalitários", ao igualar o comunismo e os estados comunistas com o fascismo e o nacional-socialismo por suas semelhanças no que diz respeito aos crimes contra a humanidade, à ideologia do ódio e à tirania de seus governos.
Ela também condena "as violações massivas contra os direitos humanos cometidas por regimes comunistas totalitários e expressa seu apoio, compreensão e reconhecimento às vítimas desses crimes". Também diz que essas violações "incluem assassinatos e execuções individuais e coletivas, morte em campos de concentração, fome, deportações, tortura, trabalho forçado e outras formas de terror físico em massa". A resolução deixa claro que os regimes comunistas que existiam na Europa "foram marcados, sem exceção, por violações massivas dos direitos humanos", que "incluiu assassinatos e execuções" . Ele também aponta que esses crimes "foram justificados em nome de a teoria da luta de classes e o princípio da ditadura do proletariado ", que" legitimava a "eliminação" das categorias de pessoas consideradas prejudiciais à construção de uma nova sociedade e, portanto, inimigas dos regimes comunistas totalitários".
O projeto foi uma recomendação do relator Göran Lindblad, que justificou sua iniciativa porque "o público é mal informado desses crimes" por falta de uma investigação completa, lembrando que as vítimas do comunismo na China e na URSS é estimado em pelo menos 85 milhões de pessoas. O projeto foi aprovado na sua totalidade pela grande maioria da Comissão de Assuntos Políticos da Assembléia e, em seguida, aprovado pela Assembléia por maioria, tornando-se a Resolução 1481. No entanto, não recebeu a maioria necessária dos dois terços dos votos expressados na Assembleia Parlamentar para publicar uma recomendação aos governos dos Estados Membros do Conselho da Europa. O grupo do Partido da Esquerda Europeia se opôs fortemente à Resolução 1481, por meio de seu presidente, o espanhol Lluís María de Puig, que solicitou a devolução do relatório à Comissão de Assuntos Políticos, devido à "falta de análise" e que ele poderia levar a "interpretações equivocadas e nefastas", mas sua proposta foi rejeitada por 81 votos contra e 70 a favor. A resolução foi apoiada pelos grupos, Partido Popular Europeu, Democratas Europeus (conservadores), Aliança dos Liberais e Democratas pela Europa e alguns social-democratas, especialmente de países como a Hungria, a República Tcheca ou os países bálticos; vários dos seus deputados afirmaram "não saber que países onde o Partido Comunista tomou o poder e se manteve democrático" e até mesmo o vice-presidente do parlamento russo, Vladimir Zhirinovsky, disse que "crimes comunistas eram mais terríveis do que os dos nazistas".
A adoção da Resolução 1481 motivou, em 2008, a Audiência Pública Européia sobre Crimes Cometidos por Regimes Totalitários e foi elaborada a Declaração de Praga sobre Consciência Europeia e Comunismo, que propôs a declaração de 23 de agosto como o Dia Europeu da Memória das Vítimas do Estalinismo e Nazismo.

## A Resolução
ASSEMBLEIA PARLAMENTAR DO CONSELHO DA EUROPA
Estrasburgo, 25 de Janeiro de 2006
Necessidade de uma condenação internacional dos crimes cometidos pelos regimes comunistas totalitários.
Resolução 1481 (2006)
1. Esta Assembleia Parlamentar faz referência à Resolução 1096 (1996) sobre as medidas para desmantelar a herança dos antigos sistemas totalitários comunistas.
2. Os regimes totalitários comunistas que governaram na Europa Central e de Leste no século passado, e que continuam ainda no poder em diversos países do mundo, caracterizaram-se, sem excepção, por violações massivas dos direitos humanos. As violações variaram consoante a cultura, o país e o período histórico e incluíram assassínios e execuções individuais e colectivas, mortes em campos de concentração, morte pela fome, deportações, tortura, trabalho forçado e outras formas de terror físico de massas, perseguição por motivos étnicos ou religiosos, atentados à liberdade de consciência, de pensamento e de expressão e à liberdade de imprensa e falta de pluralismo político.
3. Os crimes eram justificados em nome da teoria da luta de classes e do princípio da ditadura do proletariado. A interpretação destes dois princípios tornava legítima a "eliminação" das categorias de pessoas consideradas prejudiciais à construção de uma sociedade nova e, por conseguinte, como inimigos dos regimes comunistas totalitários. Em cada país, as vítimas eram em grande parte nacionais desse país. Foi o caso nomeadamente das populações da ex-URSS que, em número, foram mais vitimadas do que outras nacionalidades.
5. A queda dos regimes comunistas totalitários da Europa Central e Oriental não foi seguida de uma investigação internacional exaustiva e aprofundada, nem de um debate sobre os crimes cometidos por esses regimes. Além disso, os crimes em questão não foram condenados pela comunidade internacional, como foi o caso dos crimes horrendos cometidos pelo nacional-socialismo (nazismo).
6. Em consequência, o grande público está muito pouco consciente dos crimes cometidos pelos regimes comunistas totalitários. Os partidos comunistas são legais e ainda activos em certos países, mesmo quando não se demarcaram dos crimes cometidos no passado pelos regimes comunistas totalitários.
7. A Assembleia está convencida que a tomada de consciência da história é uma das condições a preencher para evitar a repetição de tais crimes no futuro. Além disso, o julgamento moral e a condenação dos crimes cometidos assumem um papel importante na educação dada às novas gerações. Uma posição clara da comunidade internacional sobre este passado poderá servir de referência para a sua acção futura.
9. Ainda subsistem regimes comunistas totalitários em alguns países do mundo e estes continuam a cometer crimes. Os pretensos interesses nacionais não devem impedir os países de criticar devidamente os regimes comunistas totalitários actuais. A Assembleia condena vivamente todas as violações de direitos do homem.
13. Além disso, convida todos os partidos comunistas e pós-comunistas dos seus Estados-membros que ainda o não tenham feito, a reexaminarem a história do comunismo e o seu próprio passado, e a demarcarem-se claramente dos crimes cometidos pelos regimes comunistas totalitários e condená-los sem ambiguidade.
14. A Assembleia considera que esta posição clara da comunidade internacional abrirá o caminho para uma posterior reconciliação. Além disso, esperamos que ela encoraje os historiadores de todo o mundo a prosseguir suas pesquisas voltadas para a causas e consequências objetivas do que ocorreu.